# Erik Gustafsson (Roos af Hjelmsäter)
Erik Gustafsson (Roos af Hjelmsäter), död 1 januari 1582, var en svensk slottsloven och hovmarskalk.

## Biografi
Erik Gustafsson (Roos af Hjelmsäter) var son till Gustaf Knutsson (Roos af Hjelmsäter) och Ingeborg (Skunck). Han underskrev 30 juni 1560 Gustav Vasas testamante och 15 april 1561 ständerna bevillning. Erik Gustafsson var 2 november 1567 slottsloven på Läckö slott och kallades sedan hovmarskalk. Han avled 1582 och begravdes i Medelplana kyrka.

### Egendom
Erik Gustafsson ägde Hjelmsäter i Medelplana socken och Korpegården i Vedums socken.

### Familj
Erik Gustafsson var gift med Märta Haraldsdotter (död 1564), dotter av riddaren och riksrådet Harald Knutsson (Soop) och Carin Tott. De fick tillsammans barnen Carin Eriksdotter som var gift med ryttmästaren Anders Joensson Oxe, Elin Eriksdotter, ryttmästaren Gustaf Eriksson (död 1587), kammarjunkaren Harald Roos (död 1635), Axel Eriksson, Anna Eriksdotter (död 1620) som var gift med jägmästaren Bengt Krabbe, Kerstin Eriksdotter och Marta Eriksdotter som var gift med häradshövdingen Nils Sting i Göstrings härad.